# An Hương
An Hương (安乡县, Hán Việt: An Hương huyện) là một huyện thuộc địa cấp thị Thường Đức, tỉnh Hồ Nam, Cộng hòa Nhân dân Trung Hoa. Huyện An Hương nằm ở tây bắc bộ Hồ Nam. Huyện này có diện tích 1087 km2, dân số năm 2006 là 578.333 người. GDP huyện An Hương năm 2005 là 4,76 tỷ nhân dân tệ.

## Hành chính
Huyện Thường Đức có các đơn vị hành chính sau:
- 8 trấn：Thành Quan, Tam Xoá Hà, Hạ Ngư Khẩu, Đại Kình Cảng, Trần Gia Chủy, Quan Đang, Hoàng San Đầu, Tiêu Kỳ.
- 12 hương: An Phong, An Sanh, An Toàn, An Hoành, An Xương, An Khang, An Dụ, An Chướng, An Du, An Đức, An Ngưng.